# (1630) Milet
(1630) Milet es un asteroide perteneciente al cinturón de asteroides descubierto el 28 de febrero de 1952 por Louis Boyer desde el observatorio de Argel-Bouzaréah, Argelia.

## Designación y nombre
Milet fue designado al principio como 1952 DA.
Más tarde se nombró en honor del astrónomo francés Bernard Milet.

## Características orbitales
Milet está situado a una distancia media del Sol de 3,028 ua, pudiendo acercarse hasta 2,515 ua. Su inclinación orbital es 4,537° y la excentricidad 0,1696. Emplea en completar una órbita alrededor del Sol 1925 días.